# Cantherhines macrocerus
Cantherhines macrocerus là một loài cá biển thuộc chi Cantherhines trong họ Cá bò giấy. Loài cá này được mô tả lần đầu tiên vào năm 1853.

## Từ nguyên
Từ định danh macrocerus được ghép bởi hai âm tiết trong tiếng Hy Lạp cổ đại: makrós (μακρός; "dài") và kéras (κέρας; "sừng"), hàm ý đề cập đến gai vây lưng rất dài (theo tác giả) của loài cá này.

## Phân bố và môi trường sống
C. macrocerus có phân bố ở Đại Tây Dương. Ở bờ tây, từ Bermuda và Bahamas dọc theo vịnh México (Florida Keys và khu vực xung quanh, cùng ngoài khơi Galveston, Texas) đến biển Caribe, dọc theo bờ biển Nam Mỹ đến bang Rio de Janeiro (Brasil, gồm đảo Trindade xa bờ); về phía bờ đông đến Cabo Verde và đảo Ascension, xa hơn đến quần đảo Canaria và tận đảo Príncipe.
C. macrocerus sống trên các rạn san hô và rặng đá, được thu thập ở độ sâu khoảng 2–40 m.

## Mô tả

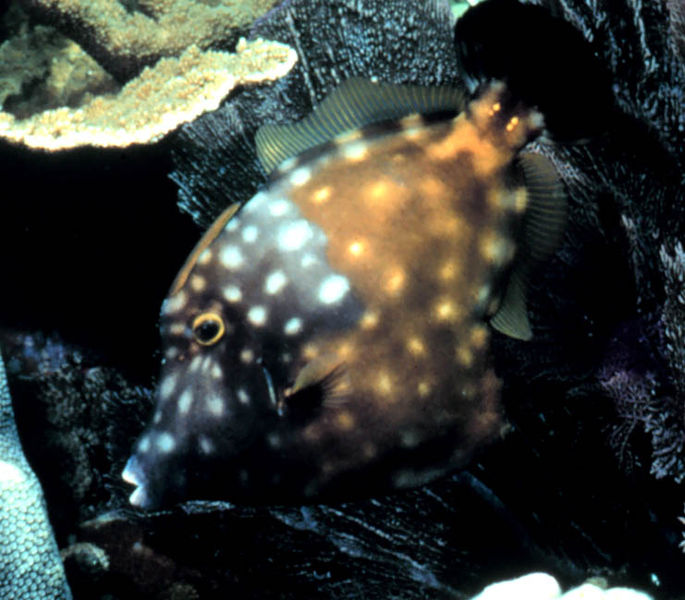
Cá con

Chiều dài cơ thể lớn nhất được ghi nhận ở C. macrocerus là 46 cm. Loài này có màu nâu hoặc pha trộn giữa nâu và cam, có thể có các đốm trắng trên phần lớn cơ thể và đầu. Vây đuôi màu đen với hai đốm trắng ở gốc. Cá đực dễ dàng phân biệt với cá cái có cùng kích thước nhờ vào hai cặp ngạnh lớn hơn ở cuống đuôi, và vùng màu cam phía trước các ngạnh này. Cá con có màu đen, được bao phủ bởi nhiều đốm trắng.
Số gai vây lưng: 2; Số tia vây lưng: 34–36; Số gai vây hậu môn: 0; Số tia vây hậu môn: 29–32; Số tia vây ngực: ~14.

## Sinh thái
Thức ăn của C. macrocerus là tảo, nhưng cũng bao gồm các loài hải miên, san hô và thủy tức.

## Thương mại
C. macrocerus là loài có giá trị thấp trong ngành thương mại cá cảnh.